# Dysderina
Genre
Dysderina est un genre d'araignées aranéomorphes de la famille des Oonopidae.

## Distribution
Les espèces de ce genre se rencontrent en Amérique, en Afrique, aux Philippines et aux îles Carolines.

## Liste des espèces
Selon World Spider Catalog (version 18.0, 23/02/2017) :
- Dysderina amaca Platnick, Berniker & Bonaldo, 2013
- Dysderina ayo Platnick, Berniker & Bonaldo, 2013
- Dysderina baehrae Platnick, Berniker & Bonaldo, 2013
- Dysderina bimucronata Simon, 1893
- Dysderina capensis Simon, 1907
- Dysderina craigi Platnick, Berniker & Bonaldo, 2013
- Dysderina cunday Platnick, Berniker & Bonaldo, 2013
- Dysderina erwini Platnick, Berniker & Bonaldo, 2013
- Dysderina excavata Platnick, Berniker & Bonaldo, 2013
- Dysderina granulosa Simon & Fage, 1922
- Dysderina insularum Roewer, 1963
- Dysderina machinator (Keyserling, 1881)
- Dysderina matamata Platnick, Berniker & Bonaldo, 2013
- Dysderina perarmata Fage & Simon, 1936
- Dysderina principalis (Keyserling, 1881)
- Dysderina purpurea Simon, 1893
- Dysderina sacha Platnick, Berniker & Bonaldo, 2013
- Dysderina sasaima Platnick, Berniker & Bonaldo, 2013
- Dysderina scutata (O. Pickard-Cambridge, 1876)
- Dysderina speculifera Simon, 1907
- Dysderina straba Fage, 1936
- Dysderina sublaevis Simon, 1907
- Dysderina tiputini Platnick, Berniker & Bonaldo, 2013
- Dysderina urucu Platnick, Berniker & Bonaldo, 2013

## Publication originale
- Simon, 1892 : On the spiders of the island of St. Vincent. Part 1. Proceedings of the Zoological Society of London, vol. 1891, p. 549-575 (texte intégral).